# Nicole Spillane
Nicole Spillane (née le 2 janvier 1988) est une mathématicienne française et irlandaise. Elle est chargée de recherche au Centre national de la recherche scientifique (CNRS) en France et elle est affectée au Centre de Mathématiques Appliquées de l'École polytechnique. Ses recherches concernent des algorithmes parallèles pour la résolution de grands systèmes linéaires.

## Formation
Nicole Spillane a obtenu son diplôme d'ingénieure à l'École nationale des ponts et chaussées en 2010 et la même année elle a fait un stage à l'université Stanford et au CEA et a obtenu un master en mathématiques à l'université Pierre-et-Marie-Curie. Elle a obtenu son doctorat en mathématiques appliquées à l'université Pierre-et-Marie-Curie en 2014 avec une thèse intitulée Méthodes de décomposition de domaine robustes pour les problèmes symétriques définis positifs sous la direction de Frédéric Nataf et de Patrice Hauret. Après un post-doctorat à l'université du Chili, elle a rejoint le CNRS et l'École polytechnique en 2015.

## Prix et distinctions
En 2017, elle obtient le prix Leslie-Fox par l'Institute of Mathematics and its Applications,.